# Stefan Luchian
Stefan Luchian (ur. 1 lutego 1868 w Ștefănești w okręgu Botoszany, zm. 27 czerwca 1916 w Bukareszcie) – rumuński malarz i grafik.

## Życiorys
Był synem żołnierza Dumitru Luchiana i Eleny Chiriacescu. Uczył się w liceum św. Sawy, później studiował malarstwo w Bukareszcie, następnie w Wiedniu i Paryżu. Spędził rok (1889-1890) na stypendium w Akademii Sztuk Pięknych w Monachium. Przez pewien czas uczył się muzyki w konserwatorium w klasie fletu, później był flecistą w orkiestrze Teatru Narodowego w Bukareszcie. Był wybitnym kolorystą. Najbardziej znane jego dzieła to portrety, m.in. Autoportret z 1906-1907, kwiaty (Anemony z 1908), krajobrazy (Po deszczu z 1909) i sceny rodzajowe (Mycie głowy z 1912). Tworzył głównie w stylu realistycznym, pozostając pod dużym wpływem francuskiego malarstwa postimpresjonistycznego.

## Galeria

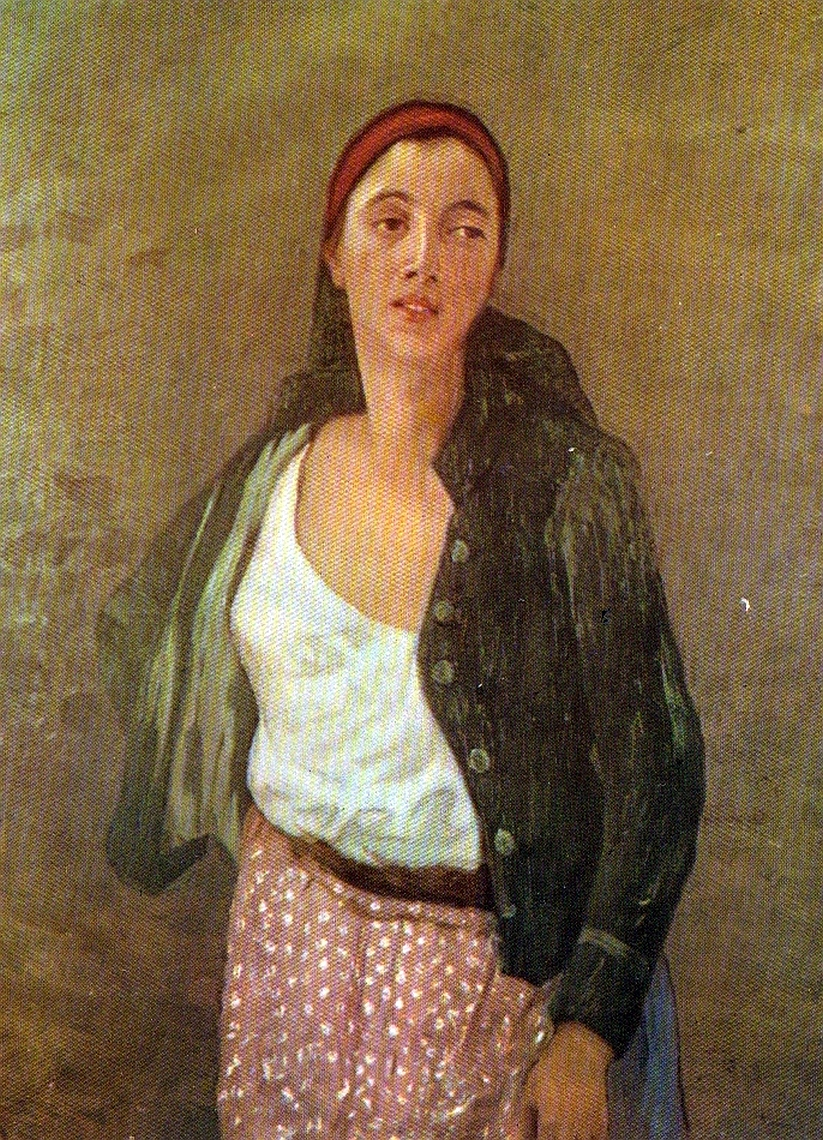
Safta Kwiaciarka (1895)
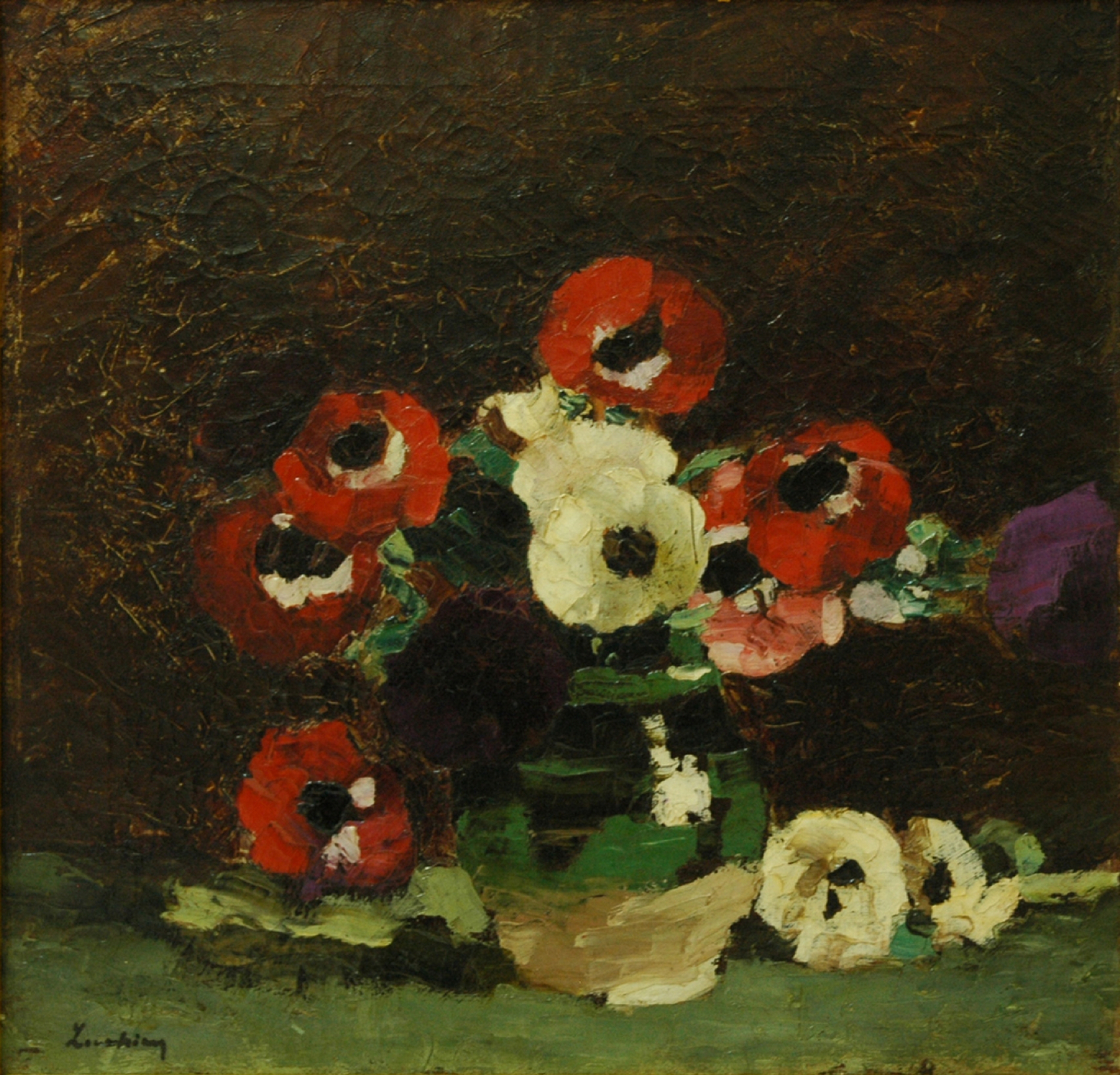
Anemony (1908)
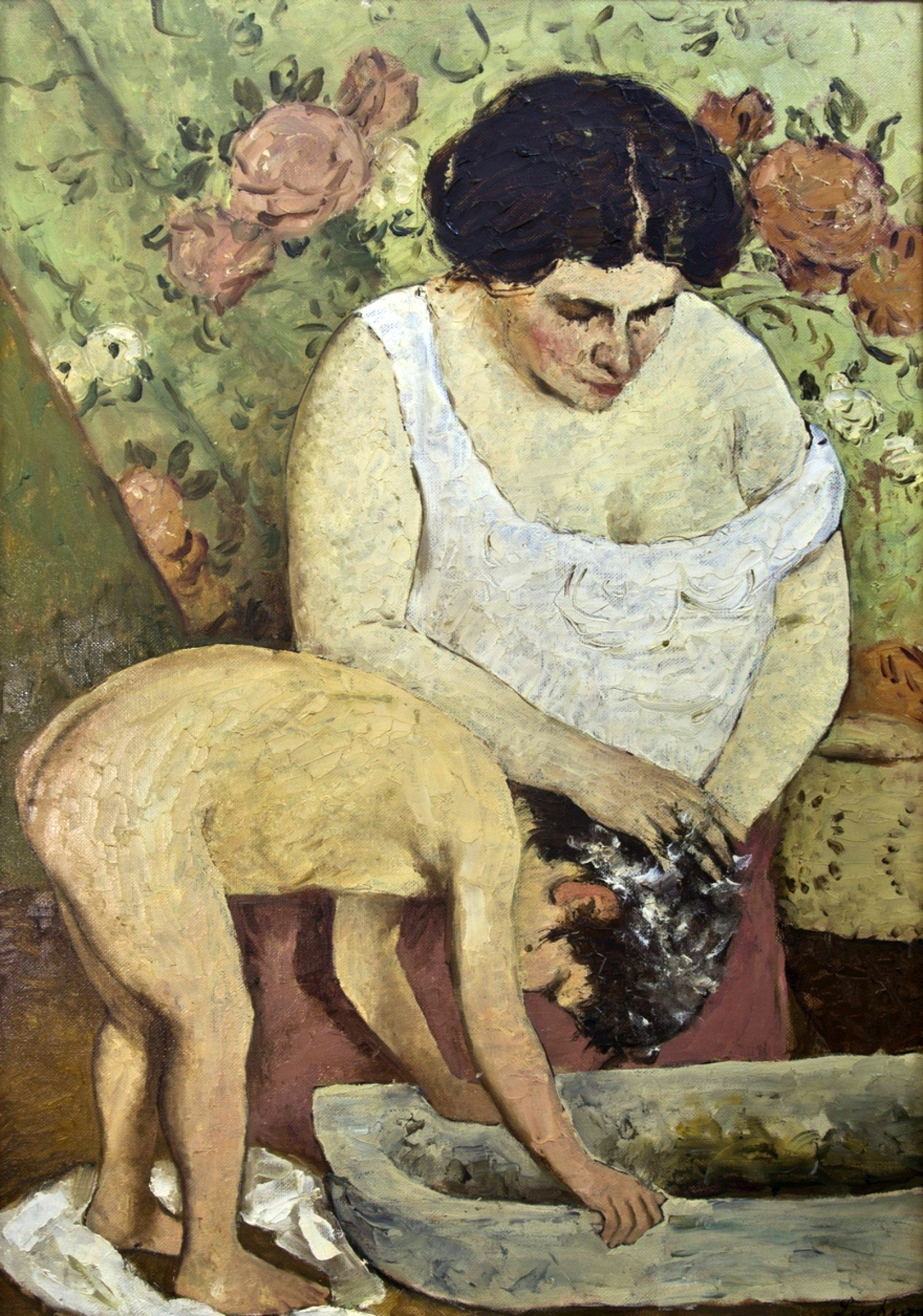
Mycie głowy (1912)
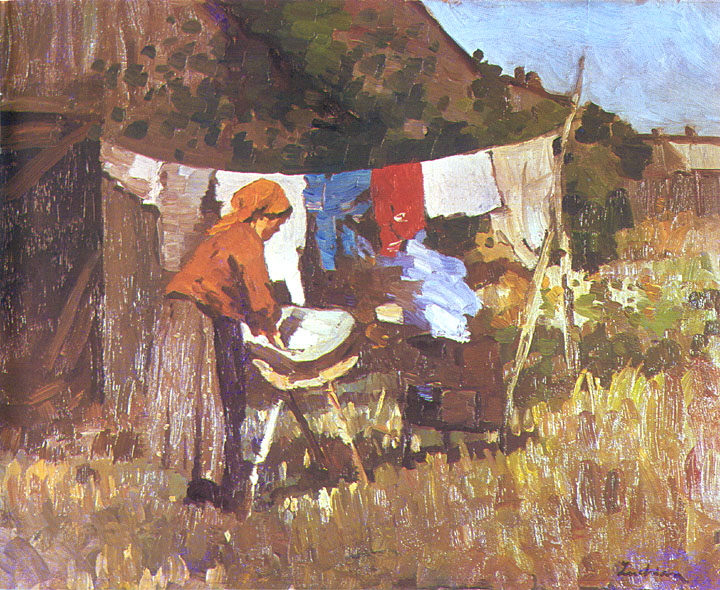
Pranie
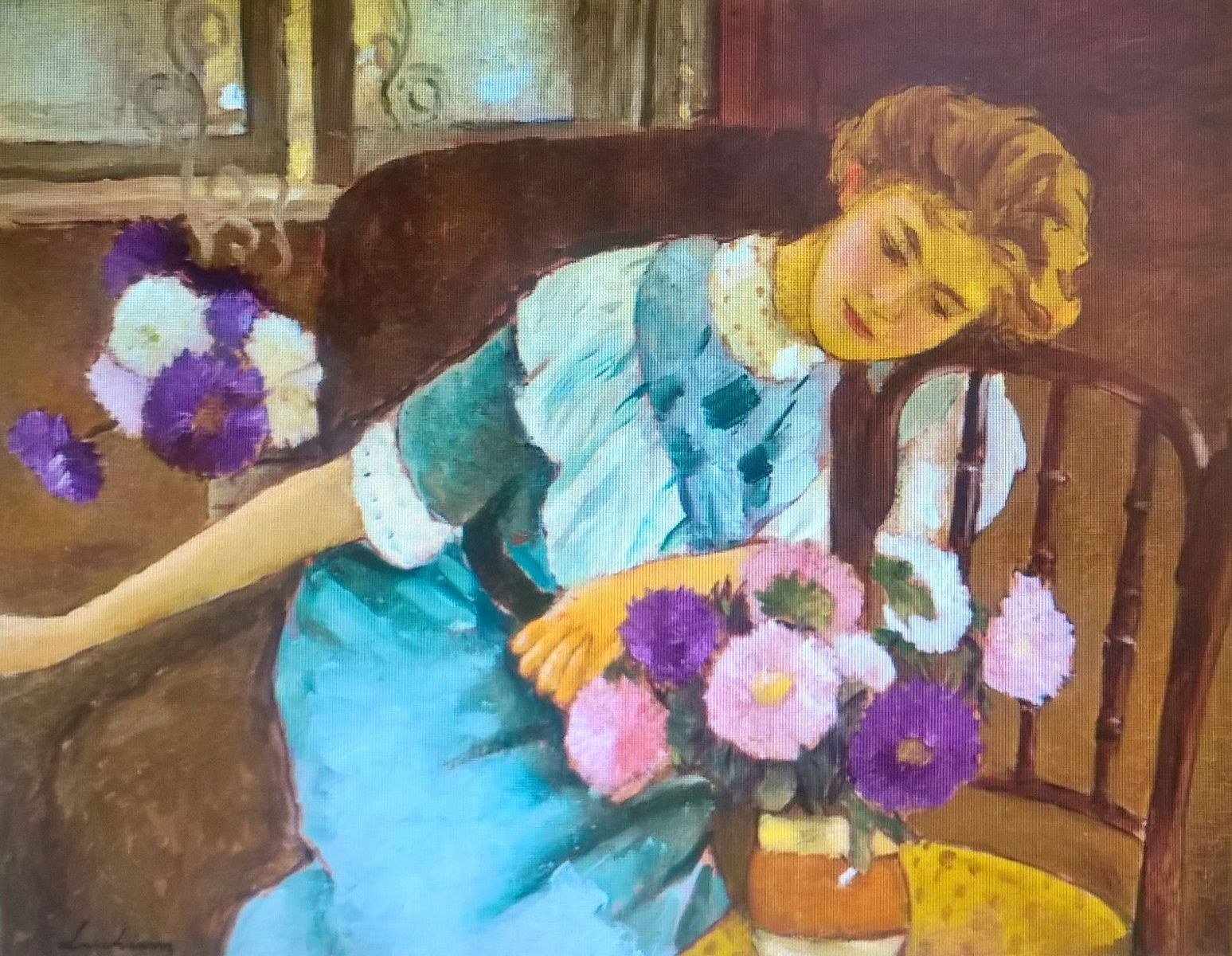
Wnętrze (1913), jego ostatni obraz